# Fontana (cognome)
Fontana è un cognome di lingua italiana.

## Varianti
Fontanella, Fontani, Fontanino, Fontanini, Fontanin, Fontanotti, Fontanon, Fontanazzi, Fontanari, Fontanesi, Fontanelli.

## Origine e diffusione
Il cognome Fontana è diffuso in tutta Italia ed è strettamente legato all'oggetto che richiama: la fonte o sorgente d'acqua, la vasca in cui cadono uno o più getti d'acqua. Indica persone che abitavano presso una fontana e quindi, spesso, nel centro di un paese. Secondo certe fonti, in Italia risiedono 10.529 persone con questo cognome distribuite in 2.518 comuni.

## Persone
- Giovanni Fontana, architetto e ingegnere svizzero (Melide, n. 1540 - Roma, † 1614)
- Giovanni Maria Fontana, architetto svizzero (Lugano, n. 1670 - † 1712)
- Giulio Cesare Fontana, architetto e ingegnere italiano (Roma, n. 1580 - Napoli, † 1627)